# Солнечная улица (Балашиха, Новый Свет)
Со́лнечная у́лица — улица в микрорайоне Новый Свет города Балашиха Московской области.

## Описание
Улица расположена в микрорайоне Новый Свет Балашихи, на правом берегу реки Пехорка в северо-западной части города. Начинается от пересечения Балашихинского шоссе с улицами Советская и Звёздная, отходя от перекрёстка на восток, сильно при этом понижаясь к долине реки. Несколько раз меняет своё направление. Недалеко от большого пешеходного моста через Пехорку Солнечная улица подходит с юга к Московскому бульвару. Дальнейшее её продолжение в виде новостроек не имеет чёткого оформления, гранича с большим берёзовым массивом на берегу реки. Заканчивается Солнечная улица, опять возвращаясь к Звёздной с востока.
Солнечная улица является границей между жилой застройкой Нового Света и прибрежной зоной отдыха с берёзовой рощей, а также смешанным лесным массивом в начале улицы.
Нумерация домов — от Советской и Звёздной улиц. Поскольку до Московского бульвара застроена только левая сторона улицы, нумерация идёт сплошная, без разделения на чётную и нечётную стороны.

## Здания и сооружения
- № 1 — жилой дом (9 этажей, 4 подъезда)
- № 2 — жилой дом (14 эт.); пристройка (1 эт.; кирпичн.) — Отделение почтовой связи г. Балашиха (143909)
- № 3 — жилой дом (9 эт., 4 под.)
- № 4 —
- № 5 — жилой дом (10 эт., 4 под.)
- № 6 — жилой дом (9 эт., 4 под.)
- № 6а — офисное здание (страховая компания "МАКС", кафе "На Солнечной")
- № 7 —
- № 8 — жилой дом (10 эт., 6 под.; кирпичн.); районная поликлиника
- № 9 — жилой дом (14 эт.)
- № 9а — младшая земская гимназия (2 эт.; кирпичн.)
- № 10 — школа № 25 с футбольной площадкой [1]
- № 11 — жилой дом (14 эт.); пристройка (2 эт.; кирпичн.) — Библиотека семейного чтения им. Н. Ф. Дмитриева (Централизованная библиотечная система)
- № 12 — жилой дом (9 эт., 4 под., 144 кв.; панельный)
- № 13 — (Московский бульвар 1/13)жилой дом (9 эт., 6 под., 216 кв.; панельный)
- № 16 — жилой дом (9 эт., 5 под., панельный)
- № 17 — жилой дом (9 эт., 4 под.,панельный)
- № 18 — жилой дом (9 эт., 4 под., кирпичный)
- № 19 — жилой дом (17 эт., 1 под., кирпичный)
- № 20 — жилой дом (17 эт., 2 под., кирпичный)
- № 21 — жилой дом (17 эт., 1 под., кирпичный)
- № 22 — жилой дом (17 эт., 3 под., панельный) Салон Красоты " Гранд Персона"
- № 23 — жилой дом (17 эт., 6 под., панельный) аптека; магазин "Продукты"

## Интересные факты

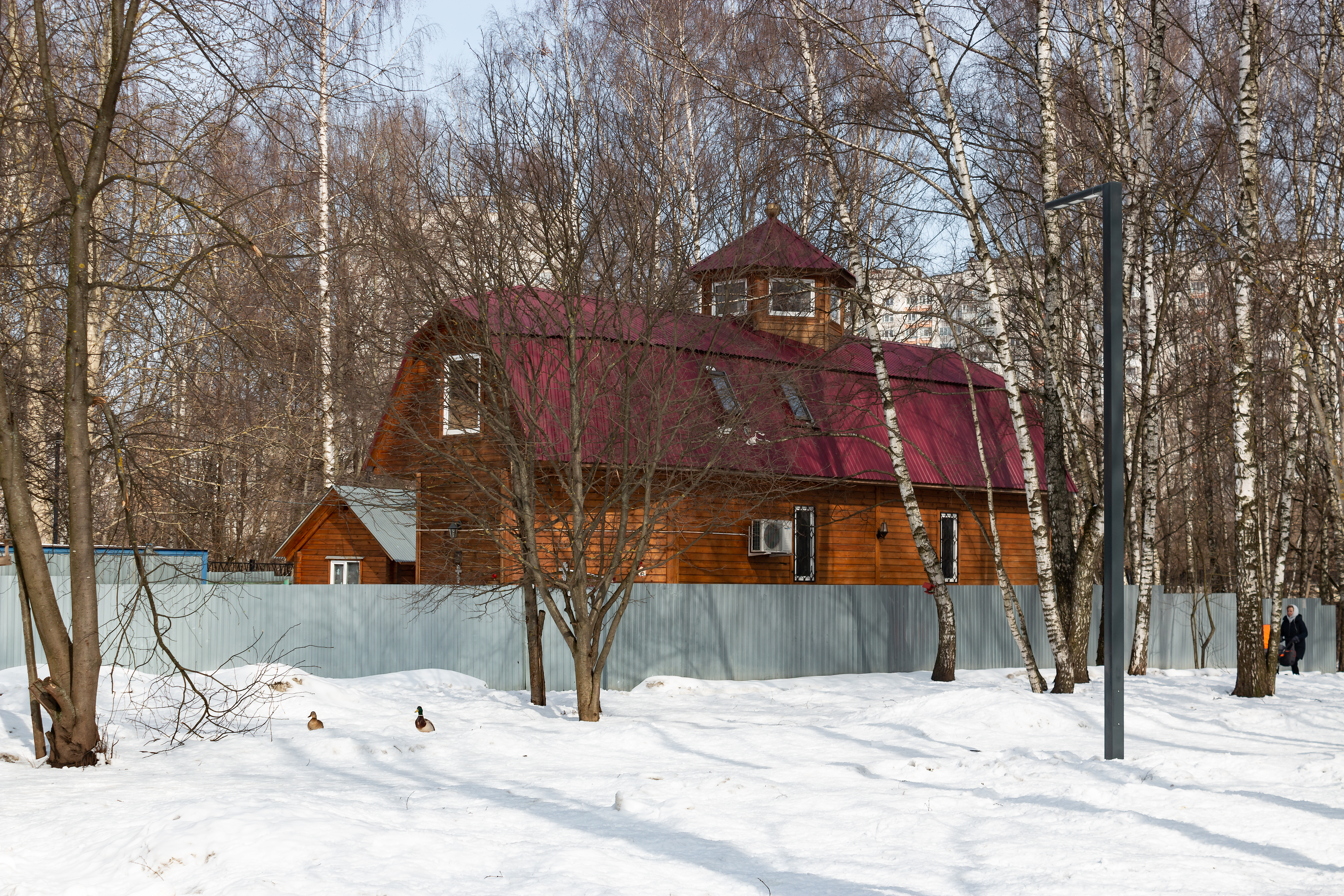
Деревянный храм Святой великомученицы Екатерины в Балашихе

- В 2010 году на маленьком участке земли у самого моста в берёзовой роще был возведён  деревянный храм Святой великомученицы Екатерины, имеющий внешнюю форму Ноева ковчега. Небольшая главка с крестом водружена на застеклённый барабан-шестерик, который хорошо освещает внутреннее пространство храма. Основной объём брусового здания был собран бригадой из двух человек всего за неделю. Храм освящён 9 октября 2000 года; он стал первым православным храмом не только в микрорайоне Новый Свет, но и в его окрестностях.
- Администрация Балашихи во главе с В. Г. Самоделовым запланировала провести застройку правого берега реки Пехорка четырьмя 25-этажными жилыми комплексами, вырубив при этом берёзовую рощу, много лет являющуюся местом отдыха и прогулок жителей микрорайонов Новый Свет и Балашиха-2 с Полем Чудес. Общественность стала проводить митинги и активно протестовать против этих планов, резко ухудшающих экологическую ситуацию на особо охраняемой природной территории «Пехорка», по закону подпадающей под особый статус.[2][3]
- Пешеходный мост через Пехорку у Московского бульвара, который пересекает Солнечная улица был отремонтирован в 2019 году. Ремонт моста между парковыми пространствами на улицах Солнечной и Заречной начали в конце октября[4]. Ремонт был завершён 26 декабря[5]. На выполнение работ по ремонту моста и прилегающей к нему территории было потрачено 15 213 194,13 рублей[6]. Дизайн моста после ремонта значительно изменился.